# طواحين وادي ديروينت

أدرجت مطاحن وادي ديروينت الممتدة على طول نهر ديروينت في مقاطعة ديربيشاير بإنجلترا كموقع تراث عالمي في ديسمبر 2001، يشرف على إدارتها شراكة مطاحن وادي ديروينت.
يُعد هذا الموقع مهد نظام المصنع الحديث أو "المطحنة"، الذي نشأ في القرن الثامن عشر مع ابتكار ريتشارد أركرايت لتقنية جديدة في غزل القطن. وقد ساهم التقدم التكنولوجي آنذاك في إتاحة إمكانية الإنتاج المستمر للقطن، مما أدى إلى انتشار هذا النظام عبر الوادي. وبحلول عام 1788، كان هناك أكثر من 200 مطحنة تعمل وفق نموذج أركرايت في جميع أنحاء بريطانيا. لم يقتصر تأثير هذه الابتكارات على بريطانيا فقط، بل امتد ليشمل أوروبا والولايات المتحدة، حيث تم تبني نظام أركرايت في تنظيم العمل والتصنيع.
دخلت الطاقة المائية إلى إنجلترا لأول مرة بواسطة جون لومب [الإنجليزية]في مطحنة الحرير الخاصة به في ديربي عام 1719، ولكن ريتشارد أركرايت هو من وظفها في عملية إنتاج القطن في سبعينيات القرن الثامن عشر. بفضل براءة اختراعه لإطار الماء، أصبح من الممكن غزل القطن بشكل مستمر، مما سمح بإنتاجه من قبل عمال غير متخصصين. كانت مطحنة كرومفورد هي أول مطحنة أسسها أركرايت، وقد تم توسيع قرية كرومفورد المجاورة لتلبية احتياجات القوة العاملة الجديدة التي جلبها هذا النظام. تم تبني هذا النموذج الإنتاجي ومساكن العمال في جميع أنحاء الوادي.
ولتوفير قوة عاملة مستدامة، كان من الضروري بناء مساكن لعمال المطاحن. لذا، أنشأ مالكو المطاحن مستوطنات جديدة حول المطاحن، وفي بعض الأحيان قاموا بتطوير مجتمعات قائمة مسبقًا، مزودة بمرافق مثل المدارس والكنائس والأسواق. وما زالت معظم هذه المساكن قائمة وتستخدم حتى اليوم. كما تم تطوير بنية تحتية للنقل لتوسيع الأسواق التي تستقبل منتجات المطاحن.